# Hans Henrik von Stöcken
Hans Henrik von Stöcken (10. maj 1666 – 2. november 1709 i Holland) var en dansk diplomat, bror til Cai Burchard, Christopher Ernst, Abigael Marie og Gerhard Christian von Stöcken og far til Christian von Støcken.
Han var søn af rentemester Henrik von Stöcken. Efter at have foretaget flere rejser i udlandet blev han i 1691 ansat i det udenlandske departement og brugtes i de følgende år dels hjemme i Tyske Kancelli, dels ved forskellige legationer i udlandet. 1698 blev han envoyé extraordinaire i England og 1700 i Forenede Nederlande, hvor han forblev til sin død, 2. november 1709. Han roses som en meget klog og nidkær diplomat. 1699 var han blevet etatsråd og 1709, et par måneder før sin død, Ridder af Dannebrog. Han var gift med Marie Boefke, datter af rådmand i København Ditmar Boefke; hun døde først 1732.